# Szkoły oficerskie UHA
Szkoły oficerskie Ukraińskiej Armii Halickiej zostały zorganizowane na bazie dawnych szkół kadetów Armii austro-węgierskiej.
W związku z brakiem w UHA odpowiedniej ilości oficerów, oraz toczącymi się walkami polsko-ukraińskimi, szkolenie teoretyczne i praktyczne trwało w sumie 3 miesiące.

## Galicja
Szkoły znajdujące się w Galicji podlegały Państwowemu Sekretariatowi Spraw Wojskowych (DSWS), natomiast w Naddnieprzu – Wyszkoleniu Wojskowemu.
W Galicji znajdowały się:
- 4 szkoły oficerskie piechoty (w Kołomyi, Złoczowie, Czortkowie i Samborze) – w sumie do maja 1919 wyszkolono 260 podchorążych
- szkoła oficerska artylerii w Stanisławowie – 42 podchorążych
- szkoła oficerska łączności przy Zapasowym Pułku Łączności w Stanisławowie – 50 podchorążych

Komendantami szkół byli: mjr Franz Rimal, mjr J. Feszuk, czet. D. Kulczyćkyj, kpt. I. Sitnyćkyj, kpt. Łew Szeparowycz.
Na 3-miesięczne kursy wysyłano żołnierzy, którzy ukończyli co najmniej 3 klasy szkoły średniej lub 2 klasy seminarium nauczycielskiego, bez względu na wcześniejsze doświadczenie bojowe, co niekorzystnie wpływało na ogólny poziom wyszkolenia.

## Ukraina Naddnieprzańska
W Naddnieprzu, po przejściu UHA za Zbrucz, działały dwie prowizoryczne szkoły:
- szkoła oficerska piechoty w Hucie Czuhorskiej – do października 1919 wyszkolono 63 podchorążych
- szkoła oficerska artylerii w Beznoskiwcach – wyszkolono 25 podchorążych

Komendantami szkół byli kpt. O. Dragan i S. Łeszczij.